# Goldringel-Kugelfisch
Der Goldringel-Kugelfisch (Tetraodon mbu) ist ein Kugelfisch, der im mittleren und unteren Kongobecken weit verbreitet ist und auch im Tanganjikasee im Mündungsgebiet des Malagarasi und im Unterlauf des Flusses vorkommt. Er ist der größte Süßwasserkugelfisch und in seinem Verbreitungsgebiet relativ häufig.

## Merkmale
Er wird maximal 67 bis 75 cm lang, bleibt in der Regel aber kleiner. Der Körper ist im Vergleich zu anderen Kugelfischen relativ gestreckt und mit Ausnahme der Schnauze und des unteren Schwanzstiels mit sehr kleinen Stacheln bedeckt. Auf der Bauchseite können die Stacheln aufgerichtet werden. Die Nasenöffnungen sind mit auffallenden, tentakelartigen Riechgrubenanhängen versehen. Der Rücken und die Körperseiten bis zur Höhe der Brustflossen sind gelb und mit zahlreichen, sich windenden, dunkelbraunen bis schwarzen Linien gemustert. Die Bauchseite ist gelb, die Flossen gelb bis orange, die Schwanzflosse gelegentlich schwarz längsgestreift. Jungfische haben anstatt der gewundenen Linien große, schwarze Flecken und ein bis zwei dunkle horizontale Linien auf dem Schwanzflossenstiel. Die Geschlechter des Goldringel-Kugelfischs lassen sich äußerlich nicht unterscheiden.